# Biathanatos

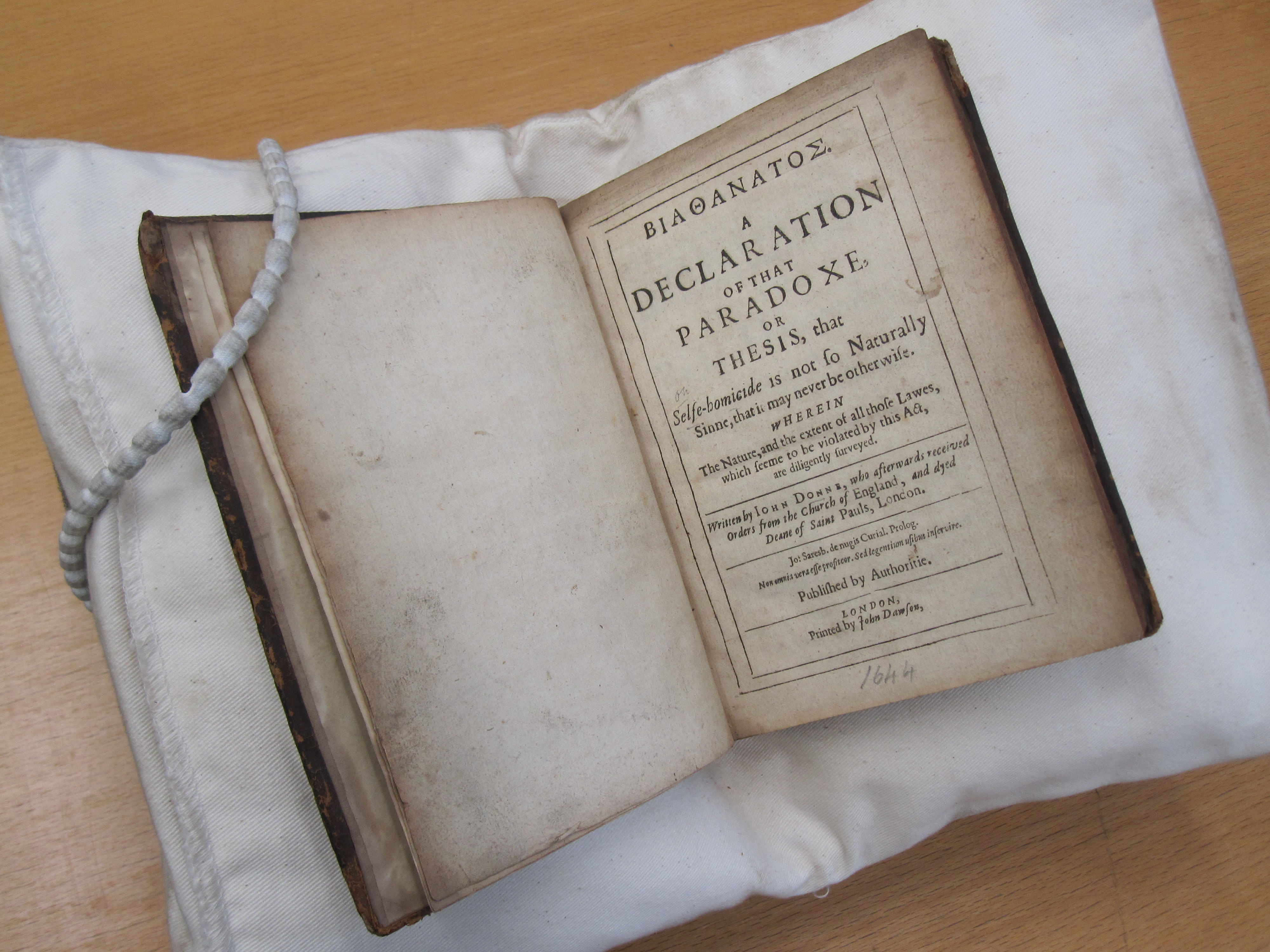

Biathanatos is een prozawerk van de Engelse schrijver en anglicaanse priester John Donne waarin hij onder bepaalde voorwaarden het plegen van zelfmoord verdedigt of zelfs geboden acht. Hij voltooide het vermoedelijk al in 1608, maar het werd pas na zijn dood (tegen Donnes wens ingaand) door zijn zoon in 1647 gepubliceerd. Het heeft ook historisch belang als eerste werk in het Engels dat het christelijke verbod op zelfmoord behandelt.
Biathanatos is zeker geen onvoorwaardelijke goedkeuring van zelfmoord. Donne wenst enkel zelfmoorden van veroordeling uit te sluiten die gepleegd zijn omwille van Gods glorie. Toch benadrukt hij in Biathanatos dat iemands wens om zichzelf te doden niet tegennatuurlijk is. Bij zijn polemisch pleidooi noemt Donne behalve enkele figuren uit de klassieke oudheid ook de Bijbelse voorbeelden van onder meer Simson, Saul en Judas Iskariot. Al deze figuren stierven een zelfgekozen dood, met Jezus Christus als bekendste voorbeeld. Zonder Christus' dood expliciet "Self-Homicide" te noemen, beklemtoont Donne dat Christus zich vrijwillig en actief aan de dood overgaf, waarmee de dood van Christus wordt voorgesteld als een zelfdoding. Omdat Christus zijn ziel vrijliet "before his Natural tyme", komt Donne tot de theologisch gevormde conclusie dat "this signifies more than a yielding to death when it comes". Dit beeld van het vrijwillig loslaten van de ziel uit het lichaam in plaats van zich te laten veroveren door de dood komt regelmatig voor in Donnes geschriften, bijvoorbeeld in A Hymn to Christ, at the Authors last going into Germany.
De volledige titel van het werk luidt als volgt: "Biathanatos, a Declaration of that Paradoxe or Thesis, that Selfe-Homicide is not so naturally Sinne, that it may never be otherwise." (Biathanatos, een pleidooi over die paradox of thesis dat zelfmoord niet onveranderlijk als zonde moet worden aangemerkt). 'A Declaration' was in Donnes tijd het eerste pleidooi dat bij een rechtszaak volgens de Common law werd gehouden.